# 約翰·藍波
約翰·詹姆斯·藍波（英語：Joseph John James Rambo）是一名登場於《第一滴血系列》中的虛構角色，首次登場於大衛·莫瑞爾所寫的1972年小說《第一滴血》中，但在改編自該小說的越戰主題電影《第一滴血》於1982年上映後，才使該角色真正出名，並曾獲提名至美國電影學會的AFI百年百大英雄與反派名單，但未上榜。
藍波是名美國陸軍綠扁帽特種部隊的退役隊員，在首部電影及其續集中均由席維斯·史特龍出演，而史特龍本人也因藍波一角的演出而得到注目和好評。之後「藍波」一詞也被廣泛地用來形容肌肉壯碩、戰技高超的無敵戰士。藍波後來出現在其他的媒體，如推出了人物公仔、電子遊戲等商品。

## 登場作品

### 小說
- 《第一滴血（英语：First Blood (novel)）》（1972），作者為大衛·莫瑞爾（英语：David Morrell）
- 《第一滴血2》（1985），作者為大衛·莫瑞爾
- 《第一滴血3》（1988），作者為大衛·莫瑞爾

### 電影
- 《第一滴血》（1982），導演為泰德·柯契夫（英语：Ted Kotcheff）
- 《第一滴血2》（1985），導演為喬治·P·科斯馬圖斯
- 《第一滴血3》（1988），導演為彼得·麥唐諾（英语：Peter MacDonald (director)）
- 《第一滴血4》（2008），導演為席維斯·史特龍
- 《藍波：最後一滴血》（2019），導演為阿德里安·格魯伯格

### 電子遊戲
- 《第一滴血（英语：Rambo (1985 video game)）》（1985）
- 《藍波》（1985）
- 《第一滴血2（英语：Rambo: First Blood Part II (Master System video game)）》（1986）
- 《Super Rambo Special》（1986）
- 《藍波（英语：Rambo (Nintendo Entertainment System game)）》（1987）
- 《第一滴血3（英语：Rambo III (video game)）》（1988）
- 《Rambo On Fire》（2005）
- 《Rambo Arcade》（2008）
- 《第一滴血（英语：Rambo: The Video Game）》（2013）
- 《第一滴血（英语：Rambo: The Video Game）》（2014）
- 《真人快打11》（2019）
- 《決勝時刻：現代戰域》（2020）
- 《决胜时刻：黑色行动冷战》（2020）
- 《決勝時刻：Mobile》（2020）

### 電視
- 《Rambo and the Forces of Freedom（英语：Rambo: The Force of Freedom）》（1986）

### 漫畫
- 《第一滴血3》（1988）
- 《藍波》（1989）

## 外部連結
- 互联网电影数据库上約翰·藍波的资料